# Naujac-sur-Mer
 Naujac-sur-Mer  là một xã thuộc tỉnh Gironde trong vùng Nouvelle-Aquitaine tây nam nước Pháp.
Năm 2020, dân số tại đây là 1080 người.